# Epirhyssa vulgaris
Epirhyssa vulgaris là một loài tò vò trong họ Ichneumonidae.